# Prosíčka
Prosíčka är en ort i Tjeckien.   Den ligger i regionen Pardubice, i den centrala delen av landet, 100 km öster om huvudstaden Prag. Prosíčka ligger 580 meter över havet och antalet invånare är 107.
Terrängen runt Prosíčka är platt åt sydost, men åt nordväst är den kuperad. Prosíčka ligger uppe på en höjd. Runt Prosíčka är det ganska glesbefolkat, med 45 invånare per kvadratkilometer. Närmaste större samhälle är Chrudim, 16,1 km nordost om Prosíčka. I omgivningarna runt Prosíčka växer i huvudsak blandskog.